# 親衛隊上級領袖

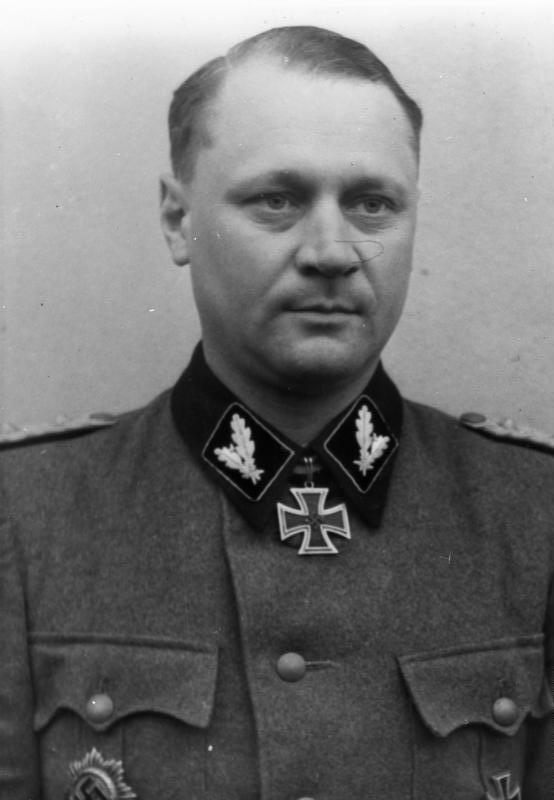
武裝親衛隊第8騎兵師「弗洛里安·蓋伊」的最後一任指揮官約阿希姆·盧默爾任職親衛隊上級領袖時的相片。

親衛隊上級領袖（德語：Oberführer）是納粹德國準軍事組織「親衛隊」中的一個階級，最早可追溯至納粹黨成立初期的1921年。值得注意的是，除親衛隊外，許多納粹黨的下級組織亦使用「上級領袖」的名稱作為其階級。1921年至1925年間，「上級領袖」這個名稱曾為衝鋒隊所採用，但至1926年才正式列入該組織的階級系統中。
上級領袖也是當時仍為衝鋒隊下級組織的親衛隊的軍階，但此階級於1925年創立時的名稱為「大區領袖」；獲授此階級的軍官主要負責管理遍布於納粹德國各大區的親衛隊成員。1928年，本階級更名為上級領袖。1930年，親衛隊組織改組為由「集團」與「旅隊」為主的編制系統，上級領袖亦於同一時期成為親衛隊旅隊領袖的下位階級。至1932年時，上級領袖已成為親衛隊、衝鋒隊與國家社會主義汽車軍團等組織的正式階級。
親衛隊上級領袖的識別標記為帶有兩片橡葉的黑底襟章，肩章與其他飾品則與德意志國防軍相同。1938年時，親衛隊上級領袖的地位開始因親衛隊特別機動部隊（武裝親衛隊前身）的崛起而有所轉變。由於「親衛隊旅隊領袖」的國防軍對應軍階為少將，而「親衛隊旗隊領袖」則對應國防軍上校，上級領袖並無適當的國防軍對應軍階，遂被認為其職等應相當於大校。但也有部分意見認為本階級應較類似於英國陸軍的准將。

## 標記

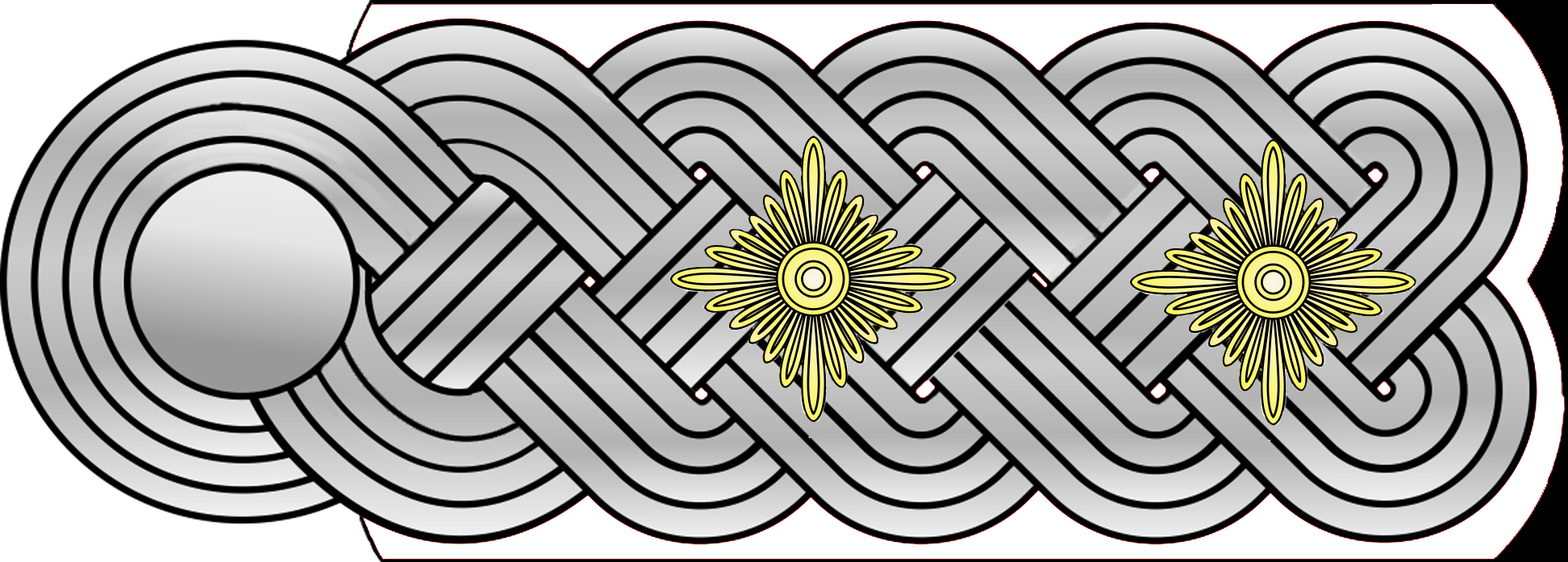
肩章 （親衛隊步兵部隊）
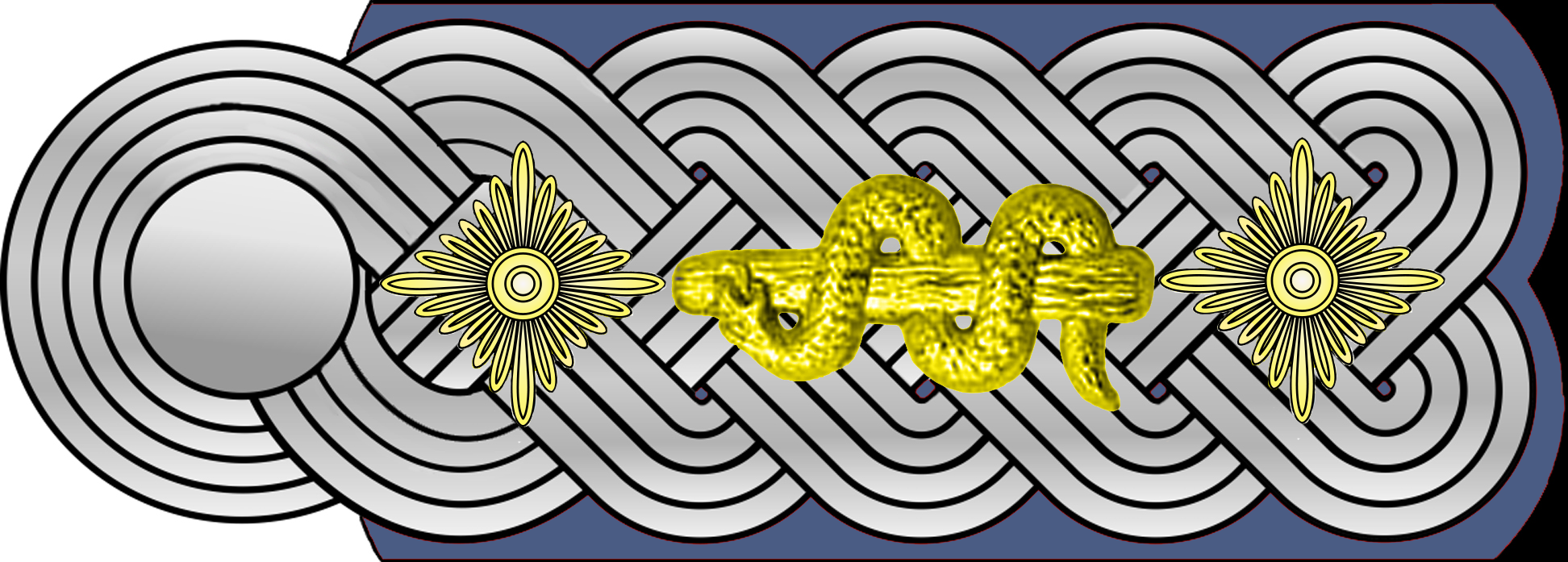
肩章 （親衛隊醫療部隊）
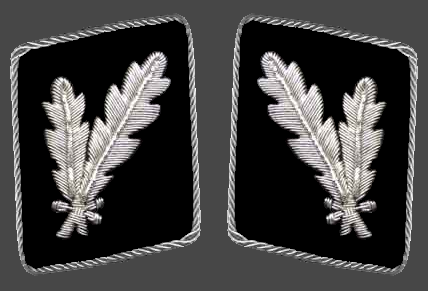
襟章
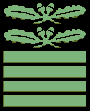
袖章

## 引用
1. 1 2  McNab (II) 2009，第15頁.
2. ↑  McNab 2009，第29, 30頁.
3. ↑  Flaherty 2004，第148頁.
4. ↑  Yerger 1997，第235頁.
5. ↑  Miller 2006，第521頁.
6. ↑  McNab 2009，第186頁.

## 圖書
- Flaherty, T. H. . Time-Life Books, Inc. 2004 [1988]. ISBN 1-84447-073-3.
- McNab, Chris. . Amber Books Ltd. 2009. ISBN 978-1-906626-49-5.
- McNab (II), Chris. . Amber Books Ltd. 2009. ISBN 978-1-906626-51-8.
- Miller, Michael. . R. James Bender Publishing. 2006. ISBN 93-297-0037-3.
- Yerger, Mark C. . Schiffer Publishing Ltd. 1997. ISBN 0-7643-0145-4.